# Mariano Trías
Mariano Trias(12 de outubro de 1868 - 22 de fevereiro de 1914) foi um político e revolucionário independentista filipino, um membro do Katipunan. 
Foi o primeiro vice-presidente das Filipinas (22 de março de 1897 - 2 de novembro de 1897), Ministro do Defesa (1898 - 1899) e Ministro do Finanças da Filipinas (1899).